# Marco Giovannetti
Marco Giovannetti, född den 4 april 1962 i Milano, Italien, är en italiensk tävlingscyklist som tog OS-guld i lagtempolopet vid olympiska sommarspelen 1984 i Los Angeles. 